# Георге Константін
Георге Константін (рум. Gheorghe Constantin, 14 грудня 1932, Бухарест — 9 березня 2010, Бухарест) — румунський футболіст, півзахисник турецького клубу «Кайсеріспор». По завершенні ігрової кар'єри — тренер.
Виступав, зокрема, за клуб «Стяуа», а також національну збірну Румунії. Згодом працював з цими ж командами і як головний тренер.

## Клубна кар'єра
Народився 14 грудня 1932 року в місті Бухарест. Вихованець футбольної школи клубу «Униря-Триколор».
У дорослому футболі дебютував 1949 року виступами за команду «Венус» (Бухарест), в якій провів один сезон, а згодом з 1950 по 1953 рік грав у складі нижчолігових команд «Авентул» (Регін) та «Локомотіва» (Ясси).
Своєю грою за останню команду привернув увагу представників тренерського штабу столичного клубу ККА (з 1961 року — «Стяуа»), до складу якого приєднався 1954 року. Відіграв за бухарестську команду наступні п'ятнадцять сезонів своєї ігрової кар'єри. У складі «Стяуа» був одним з головних бомбардирів команди, маючи середню результативність на рівні 0,56 гола за гру першості. За цей час чотири рази виборював титул чемпіона Румунії та володаря Кубка країни. За «червоно-синіх» Константін забив 148 голів у 264 матчах Ліги I, зумівши тричі поспіль здобути звання найкращого бомбардира чемпіонату — він забив 20 голів у чемпіонаті Румунії сезону 1959/60, потім 22 голи в сезоні 1960/61 і 24 голи в сезоні 1961/62.
В період пом'якшення стосунків соціалістичної румунської влади із Заходом, коли режим у Бухаресті, щоб отримати кошти та передові технології, намагався викликати у Заходу відчуття, що Румунія відходить від опіки Москви (між 1964 і 1974 роками), кількадесят відомих гравців, усі колишні збірники, віком понад 30 років, отримали дозвіл професійно виступати за клубні команди за кордоном. Пункт призначення, куди румунські футболісти в основному їздили під час своїх перших виїздів за кордон, була Туреччина. За цим же маршрутом поїхав і Георге Константін, приєднавшись 1969 року до складу місцевого клубу «Кайсеріспор», відігравши за команду з Кайсері 26 матчів в національному чемпіонаті у сезоні 1969/70.

## Виступи за збірну
22 квітня 1956 року дебютував в офіційних іграх у складі національної збірної Румунії в матчі проти Югославії (1:0), де збірна Румунії з футболу складалася лише з гравців «Стяуа». Свій перший гол він забив 14 вересня 1958 року у товариській грі проти Східної Німеччини (2:3) у Лейпцигу, а оформив свій єдиний дубль 8 жовтня 1961 року у товариській грі проти Туреччини (4:0) в Анкарі.
Виступав за олімпійську збірну Румунії на літніх Олімпійських іграх у 1964 році в Японії. Збірна Румунії вийшла до чвертьфіналу Олімпійського футбольного турніру, що стало найкращим результатом румунських футболістів на Олімпійських іграх. У чвертьфіналі вони зустрілись з Угорщиною, своїм принциповим суперником. Матч відбувся 18 жовтня 1964 року в Йокогамі. Угорці почали краще, і вже через дві хвилини Тібор Чернаї відкрив рахунок. За п'ять хвилин до кінця капітан команди Георге Константін мав можливість зрівняти рахунок з пенальті, але не зміг переграти угорського воротаря Анталя Сентміхаї, який звіт відбити удар. Після цього Угорщина зусиллями того ж Чернаї забила другий м'яч, який на відміну від румуна реалізував свою спробу з пенальті, завдяки чому Угорщина обіграла збірну Румунії, а потім і виграла золоті медалі на тому розіграші Олімпійських ігор. Щодо збірної Румунії, то вона взяла участь у втішному турнірі за місця 5-8, де перемогла Гану з рахунком 4:2, а потім Югославію 3:0 і в другому з цих матчів голом відзначився Константін, таким чином завершивши змагання на п'ятій позиції.
Після турніру Константін за цей нереалізований пенальті був звинувачений у поразці і виключений зі збірної на кілька років. Свій останній матч він зіграв 6 грудня 1967 року проти НДР (0:1) у Бухаресті. Загалом за збірну Румунії Константін провів 39 матчів, забив 12 голів. Частина з цих матчів згодом була виключена з переліку офіційних матчів і 19 матчів і 6 голів півзахисника були враховані за олімпійську збірну Румунії.

## Кар'єра тренера
Після повернення з Туреччини Константін був призначений помічником тренера «Стяуа», де працював до 1975 року за винятком невеликої перерви коли він був головним тренером команди у 1973 році.
Надалі Георге працював головним тренером у клубах «Бакеу» та «Оцелул» (Галац), але повернувся до «Стяуа» в 1978 році. На посаді головного тренера столичної команди він виграв Кубок Румунії 1978/79, а потім залишив клуб, щоб очолити «Політехніку» (Ясси). У 1983 році він був призначений тренером другої команди «Стяуа Бухарест».
1984 року став головним тренером команди «Глорія» (Бузеу), яку тренував два роки. Згодом протягом 1986—1987 років очолював тренерський штаб клубу «Олт Скорнічешть», а наділа тренував команди «Університатя» (Крайова) та «Фарул».
Влітку 1990 року Константін став головним тренером збірної Румунії. У дебютному матчі під його керівництвом румуни обіграли у товариській грі СРСР (2:1), але у відборі на Євро-1992 команда дебютувала вкрай невдало з двох поразок — від Шотландії (1:2) та Болгарії (0:3), через що тренера було швидко звільнено того ж року лише після 4 ігор на посаді.
1991 року прийняв пропозицію попрацювати у клубі «Рапіді», але залишив бухарестську команду 1992 року. Останнім місцем тренерської роботи був клуб «Фарул», головним тренером команди якого Георге Константін був з 1994 по 1995 рік.
В останні роки він багато страждав від проблем з серцем, переніс кілька хірургічних втручань, в тому числі в США. Помер 9 березня 2010 року на 78-му році життя у Військовому шпиталі у місті Бухарест, де пролежав останні 10 днів.

## Титули і досягнення

### Як гравця
- Чемпіон Румунії (4):

«Стяуа»:  1956, 1959/60, 1960/61, 1967/68
- Володар Кубка Румунії (4):

«Стяуа»: 1955, 1961/62, 1965/66, 1966/67

### Як тренера
- Володар Кубка Румунії (1):

«Стяуа»: 1978/79

### Особисті
- Найкращий бомбардир чемпіонату Румунії: 1959/60 (20), 1960/61 (22), 1961/62 (24)